# 奧列格·謝恩

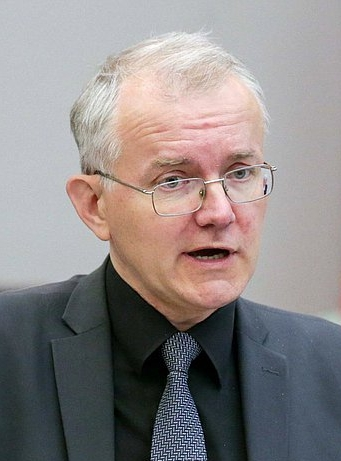
奧列格·謝恩

奥列格·瓦西里耶维·謝恩（俄语：Оле́г Васи́льевич Ше́ин，1972年3月21日—）出生於苏联俄罗斯苏维埃联邦社会主义共和国阿斯特拉罕。是俄罗斯工會領袖、社運及政治人物，在2011年至2016年，他是為阿斯特拉罕地区杜马副主席。隸屬俄羅斯勞工聯合會。曾撰寫數本關於历史的書籍。

## 个人生活
自2002年至2009年，與法国社会学家Carine Clément结婚。不抽烟或酗酒。他是一名素食主义者。

## 外部連結
- Биография Олега Шеина на сайте партии"Справедливая Россия"